# Liste des planètes mineures non numérotées découvertes en septembre 2008
Pour un article plus général, voir Liste des planètes mineures non numérotées découvertes en 2008.
Pour un article plus général, voir Liste des planètes mineures.
Cet article dresse la liste des planètes mineures (astéroïdes, centaures, objets transneptuniens et assimilés) non numérotées découvertes en septembre 2008 dans l'ordre de leur découverte.
Au 15 janvier 2025, 661 077 des 1 434 993 planètes mineures répertoriées par le Centre des planètes mineures ne sont pas encore numérotées, soit 46,07 %.

## Rappel concernant la désignation provisoire
La désignation provisoire indique l'ordre de découverte de ces objets. En effet, cette désignation est composée de l'année de découverte (par exemple 2008) suivie de la quinzaine (demi-mois) de découverte (p.e. A = 1-15 janvier) puis de l'ordre de découverte dans cette quinzaine. Cet ordre est indiqué par une lettre et éventuellement un chiffre comme suit : A pour la première découverte, B pour la deuxième, ..., Z pour la 25e (le I n'est pas utilisé pour éviter la confusion avec 1), A1 pour la 26e, B1 pour la 27e, etc. , Z1 pour la 50e, A2 pour la 51e, B2 pour la 52e, etc. L'ordre de la numérotation ne suit donc pas l'ordre alphanumérique. 2008 AA1 suit ainsi 2008 AZ et précède 2008 AB1.

## Liste

### Du1erau 15 septembre 2008
- 2008 RC
- 2008 RL
- 2008 RT
- 2008 RU
- 2008 RV
- 2008 RW
- 2008 RB1
- 2008 RE1
- 2008 RH1
- 2008 RK1
- 2008 RV1
- 2008 RJ2
- 2008 RU2
- 2008 RY2
- 2008 RA3
- 2008 RJ3
- 2008 RL3
- 2008 RR3
- 2008 RL4
- 2008 RP4
- 2008 RR4
- 2008 RW4
- 2008 RA5
- 2008 RB5
- 2008 RC5
- 2008 RO5
- 2008 RC6
- 2008 RD6
- 2008 RE6
- 2008 RM6
- 2008 RY6
- 2008 RG7
- 2008 RJ8
- 2008 RX8
- 2008 RG9
- 2008 RJ9
- 2008 RP9
- 2008 RJ10
- 2008 RM10
- 2008 RN10
- 2008 RW10
- 2008 RA11
- 2008 RE11
- 2008 RF11
- 2008 RP11
- 2008 RT11
- 2008 RJ12
- 2008 RO12
- 2008 RR12
- 2008 RS12
- 2008 RA13
- 2008 RE13
- 2008 RF13
- 2008 RR13
- 2008 RS13
- 2008 RZ13
- 2008 RA14
- 2008 RC15
- 2008 RK15
- 2008 RL15
- 2008 RR15
- 2008 RA16
- 2008 RR16
- 2008 RA17
- 2008 RE17
- 2008 RK17
- 2008 RP17
- 2008 RZ17
- 2008 RW18
- 2008 RK19
- 2008 RN19
- 2008 RO19
- 2008 RB20
- 2008 RC20
- 2008 RE20
- 2008 RJ20
- 2008 RQ20
- 2008 RR20
- 2008 RV20
- 2008 RX20
- 2008 RY20
- 2008 RF21
- 2008 RU22
- 2008 RZ22
- 2008 RP23
- 2008 RQ24
- 2008 RR24
- 2008 RS24
- 2008 RT24
- 2008 RW24
- 2008 RX24
- 2008 RZ24
- 2008 RB25
- 2008 RV25
- 2008 RX25
- 2008 RJ26
- 2008 RU26
- 2008 RX26
- 2008 RZ26
- 2008 RH28
- 2008 RL28
- 2008 RM28
- 2008 RN28
- 2008 RR28
- 2008 RH29
- 2008 RE30
- 2008 RN30
- 2008 RT30
- 2008 RU30
- 2008 RY30
- 2008 RJ31
- 2008 RL31
- 2008 RN31
- 2008 RW31
- 2008 RY31
- 2008 RF32
- 2008 RH32
- 2008 RJ32
- 2008 RP32
- 2008 RR32
- 2008 RW32
- 2008 RD33
- 2008 RE33
- 2008 RL33
- 2008 RO33
- 2008 RC34
- 2008 RF34
- 2008 RN34
- 2008 RR34
- 2008 RU34
- 2008 RB35
- 2008 RE35
- 2008 RA36
- 2008 RR36
- 2008 RT36
- 2008 RB37
- 2008 RD37
- 2008 RF37
- 2008 RG37
- 2008 RJ37
- 2008 RA38
- 2008 RC38
- 2008 RD38
- 2008 RJ38
- 2008 RK38
- 2008 RM38
- 2008 RW38
- 2008 RG39
- 2008 RR39
- 2008 RV39
- 2008 RZ39
- 2008 RJ40
- 2008 RM40
- 2008 RB41
- 2008 RE41
- 2008 RF41
- 2008 RJ41
- 2008 RE42
- 2008 RF42
- 2008 RH42
- 2008 RJ42
- 2008 RM42
- 2008 RY42
- 2008 RZ42
- 2008 RG43
- 2008 RM43
- 2008 RO43
- 2008 RT43
- 2008 RX43
- 2008 RK44
- 2008 RR44
- 2008 RT44
- 2008 RU44
- 2008 RX44
- 2008 RE45
- 2008 RN45
- 2008 RS45
- 2008 RX45
- 2008 RZ45
- 2008 RJ46
- 2008 RM46
- 2008 RN46
- 2008 RO46
- 2008 RW46
- 2008 RD47
- 2008 RZ47
- 2008 RS48
- 2008 RW48
- 2008 RZ48
- 2008 RJ49
- 2008 RD50
- 2008 RF50
- 2008 RJ50
- 2008 RL50
- 2008 RP50
- 2008 RR50
- 2008 RS50
- 2008 RU50
- 2008 RW50
- 2008 RJ51
- 2008 RK51
- 2008 RV51
- 2008 RX51
- 2008 RF52
- 2008 RG52
- 2008 RL52
- 2008 RO52
- 2008 RV52
- 2008 RZ52
- 2008 RB53
- 2008 RG53
- 2008 RL53
- 2008 RR53
- 2008 RW53
- 2008 RB54
- 2008 RK54
- 2008 RP54
- 2008 RU54
- 2008 RB55
- 2008 RD55
- 2008 RJ55
- 2008 RK55
- 2008 RM55
- 2008 RN55
- 2008 RF56
- 2008 RJ56
- 2008 RL56
- 2008 RV56
- 2008 RB57
- 2008 RC57
- 2008 RD57
- 2008 RG57
- 2008 RJ57
- 2008 RL57
- 2008 RN57
- 2008 RT57
- 2008 RU57
- 2008 RV57
- 2008 RW57
- 2008 RA58
- 2008 RB58
- 2008 RH58
- 2008 RN58
- 2008 RQ58
- 2008 RV58
- 2008 RA59
- 2008 RC59
- 2008 RG59
- 2008 RO59
- 2008 RS59
- 2008 RU59
- 2008 RW59
- 2008 RX59
- 2008 RB60
- 2008 RC60
- 2008 RE60
- 2008 RY60
- 2008 RD61
- 2008 RP61
- 2008 RT61
- 2008 RF62
- 2008 RV62
- 2008 RB63
- 2008 RF63
- 2008 RN63
- 2008 RS63
- 2008 RY63
- 2008 RU64
- 2008 RX64
- 2008 RE65
- 2008 RH65
- 2008 RT65
- 2008 RC67
- 2008 RF67
- 2008 RG67
- 2008 RT67
- 2008 RV67
- 2008 RX67
- 2008 RA68
- 2008 RG69
- 2008 RQ69
- 2008 RU69
- 2008 RD70
- 2008 RK70
- 2008 RW70
- 2008 RY70
- 2008 RA71
- 2008 RN71
- 2008 RE72
- 2008 RG72
- 2008 RT72
- 2008 RB73
- 2008 RJ73
- 2008 RT73
- 2008 RN74
- 2008 RY74
- 2008 RU75
- 2008 RM76
- 2008 RO76
- 2008 RP76
- 2008 RQ76
- 2008 RR76
- 2008 RW76
- 2008 RB77
- 2008 RD77
- 2008 RP77
- 2008 RO78
- 2008 RQ78
- 2008 RS78
- 2008 RW78
- 2008 RY78
- 2008 RZ78
- 2008 RB79
- 2008 RH80
- 2008 RJ80
- 2008 RL80
- 2008 RP81
- 2008 RS81
- 2008 RZ81
- 2008 RC82
- 2008 RO82
- 2008 RP82
- 2008 RV82
- 2008 RY82
- 2008 RF83
- 2008 RH83
- 2008 RO83
- 2008 RT83
- 2008 RX83
- 2008 RD84
- 2008 RZ84
- 2008 RB85
- 2008 RC85
- 2008 RH85
- 2008 RS85
- 2008 RA86
- 2008 RK86
- 2008 RP86
- 2008 RT86
- 2008 RG87
- 2008 RK87
- 2008 RL87
- 2008 RW87
- 2008 RH88
- 2008 RK88
- 2008 RO88
- 2008 RQ88
- 2008 RE89
- 2008 RJ89
- 2008 RQ89
- 2008 RD90
- 2008 RE90
- 2008 RO90
- 2008 RQ90
- 2008 RF91
- 2008 RP91
- 2008 RR91
- 2008 RT91
- 2008 RZ91
- 2008 RA92
- 2008 RD92
- 2008 RG92
- 2008 RL92
- 2008 RP92
- 2008 RS92
- 2008 RC93
- 2008 RF93
- 2008 RJ93
- 2008 RK93
- 2008 RL93
- 2008 RR93
- 2008 RS94
- 2008 RW94
- 2008 RX94
- 2008 RZ94
- 2008 RE95
- 2008 RF95
- 2008 RM95
- 2008 RR95
- 2008 RW96
- 2008 RB97
- 2008 RF97
- 2008 RM98
- 2008 RN98
- 2008 RO98
- 2008 RH99
- 2008 RL99
- 2008 RB100
- 2008 RD100
- 2008 RN100
- 2008 RP100
- 2008 RR100
- 2008 RE101
- 2008 RT101
- 2008 RM102
- 2008 RO102
- 2008 RV102
- 2008 RD103
- 2008 RU103
- 2008 RK104
- 2008 RM104
- 2008 RB105
- 2008 RL105
- 2008 RX105
- 2008 RX106
- 2008 RP108
- 2008 RY108
- 2008 RZ108
- 2008 RC109
- 2008 RM109
- 2008 RD110
- 2008 RM110
- 2008 RO110
- 2008 RW110
- 2008 RX110
- 2008 RL111
- 2008 RS111
- 2008 RT111
- 2008 RU111
- 2008 RB112
- 2008 RE112
- 2008 RJ112
- 2008 RC113
- 2008 RL113
- 2008 RU114
- 2008 RV114
- 2008 RW117
- 2008 RE118
- 2008 RP118
- 2008 RQ118
- 2008 RR118
- 2008 RS118
- 2008 RX118
- 2008 RC119
- 2008 RD119
- 2008 RF119
- 2008 RL119
- 2008 RR119
- 2008 RU119
- 2008 RY119
- 2008 RB120
- 2008 RC120
- 2008 RM120
- 2008 RH121
- 2008 RR121
- 2008 RS121
- 2008 RT121
- 2008 RK122
- 2008 RT122
- 2008 RY122
- 2008 RD123
- 2008 RF123
- 2008 RT123
- 2008 RA124
- 2008 RE124
- 2008 RF124
- 2008 RQ124
- 2008 RS124
- 2008 RE125
- 2008 RZ125
- 2008 RQ126
- 2008 RW126
- 2008 RB127
- 2008 RC127
- 2008 RP127
- 2008 RW127
- 2008 RX127
- 2008 RJ128
- 2008 RN128
- 2008 RA130
- 2008 RY130
- 2008 RG131
- 2008 RK131
- 2008 RS131
- 2008 RA133
- 2008 RD133
- 2008 RF133
- 2008 RZ133
- 2008 RL134
- 2008 RX134
- 2008 RB135
- 2008 RT135
- 2008 RM137
- 2008 RJ138
- 2008 RA139
- 2008 RW139
- 2008 RT141
- 2008 RX141
- 2008 RF142
- 2008 RF143
- 2008 RV143
- 2008 RY143
- 2008 RZ143
- 2008 RA144
- 2008 RB144
- 2008 RD144
- 2008 RH144
- 2008 RP144
- 2008 RQ144
- 2008 RT144
- 2008 RC145
- 2008 RM145
- 2008 RZ145
- 2008 RH146
- 2008 RU147
- 2008 RH148
- 2008 RP148
- 2008 RS148
- 2008 RX148
- 2008 RG150
- 2008 RQ150
- 2008 RA151
- 2008 RB151
- 2008 RH151
- 2008 RN151
- 2008 RW151
- 2008 RY151
- 2008 RL152
- 2008 RM152
- 2008 RU152
- 2008 RA153
- 2008 RB153
- 2008 RC153
- 2008 RG153
- 2008 RH153
- 2008 RL153
- 2008 RM153
- 2008 RQ153
- 2008 RR153
- 2008 RS153
- 2008 RT153
- 2008 RU153
- 2008 RV153
- 2008 RW153
- 2008 RY153
- 2008 RZ153
- 2008 RA154
- 2008 RB154
- 2008 RC154
- 2008 RE154
- 2008 RF154
- 2008 RH154
- 2008 RJ154
- 2008 RK154
- 2008 RM154
- 2008 RN154
- 2008 RO154
- 2008 RP154
- 2008 RQ154
- 2008 RT154
- 2008 RU154
- 2008 RV154
- 2008 RW154
- 2008 RX154
- 2008 RY154
- 2008 RZ154
- 2008 RA155
- 2008 RB155
- 2008 RC155
- 2008 RD155
- 2008 RE155
- 2008 RF155
- 2008 RG155
- 2008 RJ155
- 2008 RL155
- 2008 RM155
- 2008 RO155
- 2008 RP155
- 2008 RQ155
- 2008 RR155
- 2008 RT155
- 2008 RU155
- 2008 RV155
- 2008 RM156
- 2008 RN156
- 2008 RP156
- 2008 RV156
- 2008 RX156
- 2008 RA157
- 2008 RD157
- 2008 RJ157
- 2008 RL157
- 2008 RM157
- 2008 RP157
- 2008 RU157
- 2008 RX157
- 2008 RY157
- 2008 RA158
- 2008 RB158
- 2008 RC158
- 2008 RD158
- 2008 RG158
- 2008 RH158
- 2008 RJ158
- 2008 RK158
- 2008 RL158
- 2008 RO158
- 2008 RQ158
- 2008 RS158
- 2008 RT158
- 2008 RU158
- 2008 RV158
- 2008 RW158
- 2008 RX158
- 2008 RY158
- 2008 RZ158
- 2008 RB159
- 2008 RC159
- 2008 RD159
- 2008 RE159
- 2008 RF159
- 2008 RG159
- 2008 RH159
- 2008 RK159
- 2008 RL159
- 2008 RN159
- 2008 RP159
- 2008 RQ159
- 2008 RR159
- 2008 RS159
- 2008 RT159
- 2008 RU159
- 2008 RV159
- 2008 RW159
- 2008 RX159
- 2008 RA160
- 2008 RB160
- 2008 RC160
- 2008 RD160
- 2008 RE160
- 2008 RF160
- 2008 RJ160
- 2008 RK160
- 2008 RL160
- 2008 RM160
- 2008 RN160
- 2008 RO160
- 2008 RP160
- 2008 RQ160
- 2008 RR160
- 2008 RS160
- 2008 RT160
- 2008 RU160
- 2008 RV160
- 2008 RX160
- 2008 RY160
- 2008 RZ160
- 2008 RA161
- 2008 RB161
- 2008 RC161
- 2008 RD161
- 2008 RE161
- 2008 RF161
- 2008 RK161
- 2008 RT161
- 2008 RE162
- 2008 RF162
- 2008 RK162
- 2008 RP162
- 2008 RW162
- 2008 RX162
- 2008 RY162
- 2008 RZ162
- 2008 RA163
- 2008 RB163
- 2008 RC163
- 2008 RD163
- 2008 RE163
- 2008 RF163
- 2008 RG163
- 2008 RH163
- 2008 RJ163
- 2008 RL163
- 2008 RM163
- 2008 RN163
- 2008 RO163
- 2008 RP163
- 2008 RQ163
- 2008 RR163
- 2008 RS163
- 2008 RT163
- 2008 RU163
- 2008 RV163
- 2008 RW163
- 2008 RZ163
- 2008 RG164
- 2008 RM164
- 2008 RN164
- 2008 RP164
- 2008 RQ164
- 2008 RR164
- 2008 RS164
- 2008 RT164
- 2008 RU164
- 2008 RV164
- 2008 RW164
- 2008 RY164
- 2008 RZ164
- 2008 RA165
- 2008 RB165
- 2008 RC165
- 2008 RD165
- 2008 RE165
- 2008 RF165
- 2008 RG165
- 2008 RL165
- 2008 RO165
- 2008 RP165
- 2008 RS165
- 2008 RW165
- 2008 RX165
- 2008 RE166
- 2008 RG166
- 2008 RH166
- 2008 RJ166
- 2008 RL166
- 2008 RM166
- 2008 RP166
- 2008 RQ166
- 2008 RU166
- 2008 RV166
- 2008 RY166
- 2008 RZ166
- 2008 RA167
- 2008 RC167
- 2008 RD167
- 2008 RE167
- 2008 RF167
- 2008 RG167
- 2008 RM167
- 2008 RT167
- 2008 RW167
- 2008 RX167
- 2008 RY167
- 2008 RZ167
- 2008 RA168
- 2008 RC168
- 2008 RD168
- 2008 RE168
- 2008 RF168
- 2008 RH168
- 2008 RJ168
- 2008 RK168
- 2008 RL168
- 2008 RM168
- 2008 RN168
- 2008 RO168
- 2008 RP168
- 2008 RQ168
- 2008 RR168
- 2008 RS168
- 2008 RT168
- 2008 RV168
- 2008 RL169
- 2008 RS169
- 2008 RT169
- 2008 RU169
- 2008 RX169
- 2008 RY169
- 2008 RZ169
- 2008 RE170
- 2008 RJ170
- 2008 RL170
- 2008 RM170
- 2008 RN170
- 2008 RS170
- 2008 RU170
- 2008 RY170
- 2008 RZ170
- 2008 RA171
- 2008 RB171
- 2008 RC171
- 2008 RF171
- 2008 RG171
- 2008 RH171
- 2008 RL171
- 2008 RM171
- 2008 RN171
- 2008 RQ171
- 2008 RR171
- 2008 RS171
- 2008 RT171
- 2008 RU171
- 2008 RW171
- 2008 RX171
- 2008 RA172
- 2008 RF172
- 2008 RO172
- 2008 RQ172
- 2008 RR172
- 2008 RV172
- 2008 RW172
- 2008 RX172
- 2008 RY172
- 2008 RZ172
- 2008 RA173
- 2008 RB173
- 2008 RC173
- 2008 RD173
- 2008 RE173
- 2008 RF173
- 2008 RG173
- 2008 RH173
- 2008 RJ173
- 2008 RK173
- 2008 RL173
- 2008 RM173
- 2008 RO173
- 2008 RQ173
- 2008 RX173
- 2008 RY173
- 2008 RZ173
- 2008 RC174
- 2008 RE174
- 2008 RF174
- 2008 RG174
- 2008 RH174
- 2008 RL174
- 2008 RM174
- 2008 RS174
- 2008 RV174
- 2008 RX174
- 2008 RZ174
- 2008 RA175
- 2008 RB175
- 2008 RC175
- 2008 RD175
- 2008 RE175
- 2008 RP175
- 2008 RS175
- 2008 RV175
- 2008 RW175
- 2008 RX175
- 2008 RC176
- 2008 RD176
- 2008 RE176
- 2008 RF176
- 2008 RG176
- 2008 RJ176
- 2008 RK176
- 2008 RM176
- 2008 RP176
- 2008 RS176
- 2008 RT176
- 2008 RU176
- 2008 RX176
- 2008 RZ176
- 2008 RB177
- 2008 RC177
- 2008 RD177
- 2008 RE177
- 2008 RG177
- 2008 RK177
- 2008 RL177
- 2008 RN177
- 2008 RR177
- 2008 RS177
- 2008 RT177
- 2008 RV177
- 2008 RW177
- 2008 RX177
- 2008 RA178
- 2008 RB178
- 2008 RC178
- 2008 RD178
- 2008 RE178
- 2008 RF178
- 2008 RJ178
- 2008 RK178
- 2008 RL178
- 2008 RM178
- 2008 RN178
- 2008 RO178
- 2008 RP178
- 2008 RQ178
- 2008 RS178
- 2008 RV178
- 2008 RX178
- 2008 RY178
- 2008 RZ178
- 2008 RE179
- 2008 RF179
- 2008 RG179
- 2008 RJ179
- 2008 RK179
- 2008 RM179
- 2008 RN179
- 2008 RR179
- 2008 RT179
- 2008 RU179
- 2008 RV179
- 2008 RW179
- 2008 RX179
- 2008 RY179
- 2008 RZ179
- 2008 RC180
- 2008 RF180
- 2008 RG180
- 2008 RK180
- 2008 RL180
- 2008 RO180
- 2008 RS180
- 2008 RT180
- 2008 RU180
- 2008 RV180
- 2008 RX180
- 2008 RY180
- 2008 RZ180
- 2008 RA181
- 2008 RB181
- 2008 RC181
- 2008 RE181
- 2008 RF181
- 2008 RG181
- 2008 RH181
- 2008 RJ181
- 2008 RK181
- 2008 RL181
- 2008 RM181
- 2008 RN181
- 2008 RO181
- 2008 RQ181
- 2008 RR181
- 2008 RT181
- 2008 RU181
- 2008 RW181
- 2008 RX181
- 2008 RY181
- 2008 RA182
- 2008 RC182
- 2008 RD182
- 2008 RE182
- 2008 RF182
- 2008 RG182
- 2008 RH182
- 2008 RJ182
- 2008 RK182
- 2008 RN182
- 2008 RO182
- 2008 RQ182
- 2008 RR182
- 2008 RS182
- 2008 RT182
- 2008 RU182
- 2008 RW182
- 2008 RX182
- 2008 RY182
- 2008 RZ182
- 2008 RA183
- 2008 RB183
- 2008 RC183
- 2008 RD183
- 2008 RE183
- 2008 RF183
- 2008 RG183
- 2008 RH183
- 2008 RJ183
- 2008 RK183
- 2008 RL183
- 2008 RM183
- 2008 RN183
- 2008 RO183
- 2008 RP183
- 2008 RQ183
- 2008 RR183
- 2008 RS183
- 2008 RT183
- 2008 RU183
- 2008 RV183
- 2008 RW183
- 2008 RX183
- 2008 RY183
- 2008 RZ183
- 2008 RA184
- 2008 RC184
- 2008 RE184
- 2008 RF184
- 2008 RG184
- 2008 RH184
- 2008 RJ184
- 2008 RK184
- 2008 RM184
- 2008 RN184
- 2008 RP184
- 2008 RQ184
- 2008 RR184
- 2008 RS184
- 2008 RT184
- 2008 RV184
- 2008 RX184
- 2008 RY184
- 2008 RA185
- 2008 RC185
- 2008 RD185
- 2008 RE185
- 2008 RF185
- 2008 RG185
- 2008 RH185
- 2008 RK185
- 2008 RL185
- 2008 RN185
- 2008 RO185
- 2008 RP185
- 2008 RQ185
- 2008 RS185
- 2008 RT185
- 2008 RW185
- 2008 RX185
- 2008 RY185
- 2008 RZ185
- 2008 RA186
- 2008 RB186
- 2008 RD186
- 2008 RE186
- 2008 RF186
- 2008 RG186
- 2008 RH186
- 2008 RJ186
- 2008 RK186
- 2008 RM186
- 2008 RP186
- 2008 RQ186
- 2008 RR186
- 2008 RS186
- 2008 RT186
- 2008 RU186
- 2008 RW186
- 2008 RY186
- 2008 RZ186
- 2008 RA187
- 2008 RB187
- 2008 RC187
- 2008 RD187
- 2008 RE187
- 2008 RF187
- 2008 RG187
- 2008 RJ187
- 2008 RK187
- 2008 RL187
- 2008 RM187
- 2008 RN187
- 2008 RO187
- 2008 RQ187
- 2008 RR187
- 2008 RS187
- 2008 RT187
- 2008 RU187
- 2008 RV187
- 2008 RW187
- 2008 RX187
- 2008 RY187
- 2008 RZ187
- 2008 RA188
- 2008 RB188
- 2008 RC188
- 2008 RD188
- 2008 RF188
- 2008 RG188
- 2008 RH188
- 2008 RJ188
- 2008 RK188
- 2008 RL188
- 2008 RM188
- 2008 RN188
- 2008 RO188
- 2008 RP188
- 2008 RQ188
- 2008 RR188
- 2008 RS188
- 2008 RT188
- 2008 RU188
- 2008 RV188
- 2008 RW188
- 2008 RX188
- 2008 RY188
- 2008 RZ188
- 2008 RA189
- 2008 RB189
- 2008 RC189
- 2008 RD189
- 2008 RE189
- 2008 RG189
- 2008 RH189
- 2008 RJ189
- 2008 RK189
- 2008 RL189
- 2008 RM189

### Du 16 au 30 septembre 2008
- 2008 SA
- 2008 SB
- 2008 SC
- 2008 SD
- 2008 SE
- 2008 SL
- 2008 SP
- 2008 SQ
- 2008 SR
- 2008 SS
- 2008 ST
- 2008 SU
- 2008 SN1
- 2008 SO1
- 2008 SR1
- 2008 ST1
- 2008 SU1
- 2008 SW1
- 2008 SZ1
- 2008 SM2
- 2008 SC4
- 2008 SP7
- 2008 SS7
- 2008 ST7
- 2008 SU7
- 2008 SV7
- 2008 SW7
- 2008 SY7
- 2008 SF8
- 2008 SL8
- 2008 SM8
- 2008 SP10
- 2008 SY10
- 2008 SK11
- 2008 SQ11
- 2008 SV11
- 2008 SF12
- 2008 SO13
- 2008 SQ13
- 2008 SW13
- 2008 SD14
- 2008 SC15
- 2008 SG15
- 2008 SQ15
- 2008 SU15
- 2008 SZ15
- 2008 SC16
- 2008 SG16
- 2008 SJ16
- 2008 SQ16
- 2008 ST16
- 2008 SU16
- 2008 SV16
- 2008 SH18
- 2008 SW19
- 2008 SK20
- 2008 SR20
- 2008 SK21
- 2008 SN21
- 2008 SP21
- 2008 ST21
- 2008 SQ22
- 2008 SX22
- 2008 SB23
- 2008 SD23
- 2008 SJ23
- 2008 SN23
- 2008 SP23
- 2008 SZ23
- 2008 SE24
- 2008 SP24
- 2008 SR24
- 2008 SE25
- 2008 SL25
- 2008 SM25
- 2008 SW25
- 2008 SJ26
- 2008 SV26
- 2008 ST27
- 2008 SV27
- 2008 SX27
- 2008 SZ27
- 2008 SD29
- 2008 SE31
- 2008 SO32
- 2008 SA33
- 2008 SD33
- 2008 SF33
- 2008 SG33
- 2008 SA34
- 2008 SC34
- 2008 SO34
- 2008 SQ34
- 2008 SR34
- 2008 SU34
- 2008 SX34
- 2008 SB35
- 2008 SH35
- 2008 SP35
- 2008 SS35
- 2008 SR36
- 2008 SX36
- 2008 SA37
- 2008 SS37
- 2008 SU37
- 2008 SX37
- 2008 SJ38
- 2008 SL38
- 2008 SB40
- 2008 SC40
- 2008 SN40
- 2008 SB41
- 2008 SP41
- 2008 SS41
- 2008 SW41
- 2008 SB42
- 2008 SD42
- 2008 SG42
- 2008 SL42
- 2008 SC43
- 2008 SG43
- 2008 SX43
- 2008 SF44
- 2008 SJ44
- 2008 SU45
- 2008 SV45
- 2008 SZ45
- 2008 SK46
- 2008 SR46
- 2008 SV46
- 2008 SW46
- 2008 SF47
- 2008 SW47
- 2008 SE48
- 2008 SR48
- 2008 SS48
- 2008 SV48
- 2008 SB49
- 2008 SE49
- 2008 SL49
- 2008 SP49
- 2008 SQ49
- 2008 ST49
- 2008 SE50
- 2008 SA51
- 2008 SB51
- 2008 SG51
- 2008 SK51
- 2008 SR51
- 2008 SV51
- 2008 SW51
- 2008 SH52
- 2008 SL52
- 2008 SO52
- 2008 SW52
- 2008 SK53
- 2008 SN53
- 2008 SG54
- 2008 SH54
- 2008 SS54
- 2008 SZ54
- 2008 SB55
- 2008 SN55
- 2008 SO55
- 2008 SQ55
- 2008 SX56
- 2008 SH57
- 2008 SM57
- 2008 SO57
- 2008 SR57
- 2008 SY57
- 2008 SF58
- 2008 SP59
- 2008 SU60
- 2008 SL61
- 2008 SQ61
- 2008 SD62
- 2008 SM62
- 2008 SR62
- 2008 SX62
- 2008 SC63
- 2008 SF63
- 2008 SH63
- 2008 SO63
- 2008 ST63
- 2008 SA64
- 2008 SK64
- 2008 SQ64
- 2008 SU64
- 2008 SB65
- 2008 SE67
- 2008 SG67
- 2008 SH67
- 2008 SB69
- 2008 SH69
- 2008 SK69
- 2008 SV69
- 2008 SW69
- 2008 SE70
- 2008 SG70
- 2008 SN70
- 2008 SP70
- 2008 SM71
- 2008 SN71
- 2008 SO71
- 2008 SP71
- 2008 SC73
- 2008 SN73
- 2008 SR73
- 2008 ST73
- 2008 SY74
- 2008 SZ74
- 2008 SE75
- 2008 SM75
- 2008 SQ75
- 2008 SV75
- 2008 SA76
- 2008 SC76
- 2008 SG76
- 2008 SJ76
- 2008 SN76
- 2008 SO76
- 2008 ST76
- 2008 SV76
- 2008 SP77
- 2008 SQ77
- 2008 SR77
- 2008 ST77
- 2008 SC78
- 2008 SE78
- 2008 SG78
- 2008 SK79
- 2008 SM79
- 2008 SS79
- 2008 SX79
- 2008 SD80
- 2008 SG80
- 2008 SK80
- 2008 SS80
- 2008 SY80
- 2008 SZ80
- 2008 SK81
- 2008 SA82
- 2008 SE82
- 2008 SH82
- 2008 SJ82
- 2008 SP82
- 2008 SH83
- 2008 SX83
- 2008 SZ83
- 2008 SP84
- 2008 SB85
- 2008 SC85
- 2008 SD85
- 2008 SG85
- 2008 SJ85
- 2008 SK85
- 2008 SP85
- 2008 SU85
- 2008 SB86
- 2008 SG86
- 2008 SU86
- 2008 SD87
- 2008 SG87
- 2008 SM87
- 2008 SV87
- 2008 SD88
- 2008 SF88
- 2008 SM88
- 2008 SG90
- 2008 SK90
- 2008 SM90
- 2008 SU90
- 2008 SC91
- 2008 SG91
- 2008 SR91
- 2008 ST91
- 2008 SU91
- 2008 SB92
- 2008 SQ92
- 2008 SS92
- 2008 SU92
- 2008 SW92
- 2008 SX92
- 2008 SA93
- 2008 SB93
- 2008 SC93
- 2008 SD93
- 2008 SS93
- 2008 SA94
- 2008 SG94
- 2008 SO94
- 2008 SQ94
- 2008 SA95
- 2008 SQ95
- 2008 SC96
- 2008 SJ96
- 2008 SV96
- 2008 SW96
- 2008 SX96
- 2008 SK97
- 2008 SS97
- 2008 SZ97
- 2008 SG98
- 2008 SK98
- 2008 SO98
- 2008 SP98
- 2008 SQ98
- 2008 SA101
- 2008 SB101
- 2008 SO101
- 2008 SQ101
- 2008 SR101
- 2008 SV101
- 2008 SL102
- 2008 SF103
- 2008 SO105
- 2008 SZ106
- 2008 SR107
- 2008 SL108
- 2008 SR108
- 2008 SF109
- 2008 SH109
- 2008 SH111
- 2008 SM111
- 2008 SO111
- 2008 SP111
- 2008 SQ111
- 2008 SR111
- 2008 SY111
- 2008 SJ112
- 2008 SO112
- 2008 SU112
- 2008 SV112
- 2008 SF113
- 2008 SJ113
- 2008 SM113
- 2008 SO113
- 2008 SU113
- 2008 SV113
- 2008 SX113
- 2008 SB114
- 2008 SH114
- 2008 SL114
- 2008 SP114
- 2008 SU114
- 2008 SE115
- 2008 SH115
- 2008 SN115
- 2008 SR115
- 2008 SS115
- 2008 SU115
- 2008 SZ115
- 2008 SX116
- 2008 SY116
- 2008 SC117
- 2008 SG117
- 2008 SU117
- 2008 SW117
- 2008 SK118
- 2008 SQ118
- 2008 ST118
- 2008 SX118
- 2008 SE119
- 2008 SN119
- 2008 SC120
- 2008 SR120
- 2008 SS120
- 2008 SX120
- 2008 SL121
- 2008 SO121
- 2008 SZ121
- 2008 SH122
- 2008 SK122
- 2008 SN122
- 2008 SR122
- 2008 SU122
- 2008 SN123
- 2008 SP123
- 2008 SF124
- 2008 SA125
- 2008 SP125
- 2008 SE126
- 2008 SM126
- 2008 SO126
- 2008 SR126
- 2008 SS126
- 2008 SM127
- 2008 SP127
- 2008 SW127
- 2008 SX128
- 2008 SF129
- 2008 SL129
- 2008 SA130
- 2008 SB130
- 2008 SO130
- 2008 SW130
- 2008 SX130
- 2008 SA131
- 2008 SB131
- 2008 SK131
- 2008 SX131
- 2008 SN132
- 2008 SO132
- 2008 SP132
- 2008 SG134
- 2008 SH134
- 2008 SL134
- 2008 SN134
- 2008 SO134
- 2008 SY134
- 2008 SB135
- 2008 SC135
- 2008 SF135
- 2008 SL135
- 2008 SW135
- 2008 SL136
- 2008 SN136
- 2008 SR136
- 2008 SA137
- 2008 SL137
- 2008 SR137
- 2008 SS137
- 2008 SX137
- 2008 SC138
- 2008 SQ138
- 2008 SE139
- 2008 SJ139
- 2008 SA140
- 2008 SO140
- 2008 SA141
- 2008 SB141
- 2008 SD141
- 2008 SG141
- 2008 SH141
- 2008 SJ141
- 2008 SU142
- 2008 SU143
- 2008 SC144
- 2008 SK144
- 2008 SP144
- 2008 SQ144
- 2008 SS144
- 2008 SZ144
- 2008 SG145
- 2008 SO145
- 2008 SR145
- 2008 SZ145
- 2008 SO146
- 2008 SP146
- 2008 SR146
- 2008 SZ146
- 2008 SN147
- 2008 SQ147
- 2008 SY147
- 2008 SA148
- 2008 SC148
- 2008 SG148
- 2008 SH148
- 2008 SJ148
- 2008 SX148
- 2008 SY148
- 2008 SU150
- 2008 SV150
- 2008 SX150
- 2008 SY150
- 2008 SZ150
- 2008 SZ151
- 2008 SL152
- 2008 SN152
- 2008 SZ152
- 2008 SE153
- 2008 SP153
- 2008 SV153
- 2008 SY153
- 2008 SV154
- 2008 SJ157
- 2008 SM157
- 2008 SD158
- 2008 SO158
- 2008 ST158
- 2008 SU158
- 2008 SX158
- 2008 SY158
- 2008 SZ158
- 2008 SJ159
- 2008 SL159
- 2008 SQ160
- 2008 SS160
- 2008 SW161
- 2008 SK162
- 2008 SL162
- 2008 SS162
- 2008 SH163
- 2008 SG164
- 2008 SV164
- 2008 ST165
- 2008 SK168
- 2008 ST168
- 2008 SV168
- 2008 SZ168
- 2008 SB169
- 2008 SF169
- 2008 ST169
- 2008 SW169
- 2008 SF170
- 2008 SK170
- 2008 SW170
- 2008 SG171
- 2008 SH171
- 2008 SM171
- 2008 SQ171
- 2008 SW171
- 2008 SX171
- 2008 SG172
- 2008 SF173
- 2008 SD174
- 2008 SA175
- 2008 SB175
- 2008 SC175
- 2008 SF175
- 2008 SK175
- 2008 SN175
- 2008 SP175
- 2008 SG176
- 2008 SH176
- 2008 SJ176
- 2008 SK177
- 2008 SL177
- 2008 SN177
- 2008 SD178
- 2008 SE178
- 2008 SF178
- 2008 SJ178
- 2008 SY178
- 2008 SD179
- 2008 SG179
- 2008 SN179
- 2008 SU180
- 2008 SV180
- 2008 SA181
- 2008 SB181
- 2008 SD181
- 2008 SL181
- 2008 SS181
- 2008 SY181
- 2008 SA182
- 2008 SB183
- 2008 SL183
- 2008 SP183
- 2008 SZ183
- 2008 SE184
- 2008 SQ184
- 2008 SR184
- 2008 SS184
- 2008 SW184
- 2008 SZ184
- 2008 SO185
- 2008 SU185
- 2008 SV185
- 2008 SX185
- 2008 SY185
- 2008 SC186
- 2008 SL186
- 2008 SQ186
- 2008 SR186
- 2008 SX186
- 2008 SC187
- 2008 SG187
- 2008 SL187
- 2008 SW187
- 2008 SF188
- 2008 SN188
- 2008 SP188
- 2008 SS188
- 2008 SX188
- 2008 SA189
- 2008 SB189
- 2008 SD189
- 2008 ST189
- 2008 SU189
- 2008 SV189
- 2008 SC190
- 2008 SE190
- 2008 SK190
- 2008 SN190
- 2008 SO190
- 2008 ST190
- 2008 SE191
- 2008 SL191
- 2008 SQ191
- 2008 SZ191
- 2008 SD193
- 2008 SU193
- 2008 SO194
- 2008 ST194
- 2008 SC195
- 2008 SG195
- 2008 SJ195
- 2008 SE196
- 2008 SC197
- 2008 SL197
- 2008 SQ197
- 2008 SD198
- 2008 SR198
- 2008 SV198
- 2008 SX198
- 2008 SB199
- 2008 SD199
- 2008 SS199
- 2008 SW199
- 2008 SX199
- 2008 SL200
- 2008 SR200
- 2008 SX200
- 2008 SF201
- 2008 SY201
- 2008 SG202
- 2008 SL202
- 2008 SW202
- 2008 SZ202
- 2008 SB203
- 2008 SQ203
- 2008 SV203
- 2008 SD204
- 2008 SE204
- 2008 SG204
- 2008 SR204
- 2008 SP205
- 2008 SH206
- 2008 SK206
- 2008 SG207
- 2008 SN207
- 2008 SD208
- 2008 SE208
- 2008 SG208
- 2008 SY208
- 2008 SB209
- 2008 SF209
- 2008 SK209
- 2008 SP209
- 2008 SQ209
- 2008 SR209
- 2008 SS209
- 2008 SU209
- 2008 SD210
- 2008 SE210
- 2008 SK210
- 2008 SM210
- 2008 SO210
- 2008 SR210
- 2008 SU210
- 2008 SY210
- 2008 SH211
- 2008 SC212
- 2008 SD212
- 2008 SF212
- 2008 SH212
- 2008 SO212
- 2008 SS212
- 2008 SU212
- 2008 SV212
- 2008 SY212
- 2008 SZ212
- 2008 SA213
- 2008 SD213
- 2008 SU213
- 2008 SH214
- 2008 SM214
- 2008 SP214
- 2008 SQ214
- 2008 SW214
- 2008 SF215
- 2008 SH215
- 2008 SO215
- 2008 SV215
- 2008 SW215
- 2008 SZ215
- 2008 SA216
- 2008 SH216
- 2008 SJ216
- 2008 SP216
- 2008 SQ216
- 2008 SU216
- 2008 SV216
- 2008 SA217
- 2008 SC217
- 2008 SD217
- 2008 SE217
- 2008 SS217
- 2008 SE219
- 2008 SK219
- 2008 SF220
- 2008 SG220
- 2008 SX220
- 2008 SY220
- 2008 SC221
- 2008 SH221
- 2008 SJ221
- 2008 SK221
- 2008 SM221
- 2008 SW221
- 2008 SA222
- 2008 ST222
- 2008 SD223
- 2008 SF223
- 2008 SS223
- 2008 ST223
- 2008 SQ224
- 2008 SW224
- 2008 SZ224
- 2008 SE225
- 2008 SL225
- 2008 SP225
- 2008 SQ225
- 2008 SW225
- 2008 SO226
- 2008 SR226
- 2008 SS226
- 2008 ST226
- 2008 SW226
- 2008 SX226
- 2008 SY226
- 2008 SB227
- 2008 SC227
- 2008 SS227
- 2008 ST227
- 2008 SU227
- 2008 SD228
- 2008 SE228
- 2008 SS228
- 2008 ST228
- 2008 SX228
- 2008 SL229
- 2008 SO229
- 2008 SR229
- 2008 SS229
- 2008 ST229
- 2008 SX229
- 2008 SC230
- 2008 SG230
- 2008 SU230
- 2008 SB231
- 2008 SL231
- 2008 SM231
- 2008 SQ231
- 2008 SY231
- 2008 SG232
- 2008 ST232
- 2008 SH233
- 2008 SM233
- 2008 SP233
- 2008 SV233
- 2008 SX233
- 2008 SZ233
- 2008 SE234
- 2008 SH234
- 2008 SJ234
- 2008 SS234
- 2008 SV234
- 2008 SX234
- 2008 SC235
- 2008 SE235
- 2008 SB236
- 2008 SM236
- 2008 SG237
- 2008 SK237
- 2008 SW237
- 2008 SY237
- 2008 SB238
- 2008 SE238
- 2008 SF238
- 2008 SG238
- 2008 SR238
- 2008 SS238
- 2008 SA239
- 2008 SE239
- 2008 SH239
- 2008 SJ239
- 2008 SM239
- 2008 SA240
- 2008 SH240
- 2008 ST240
- 2008 SU240
- 2008 SW240
- 2008 SN241
- 2008 SM242
- 2008 SR242
- 2008 SR243
- 2008 SY243
- 2008 SN244
- 2008 SF245
- 2008 SG245
- 2008 SJ245
- 2008 SZ245
- 2008 SA246
- 2008 SK246
- 2008 SR246
- 2008 SS247
- 2008 SZ247
- 2008 SB248
- 2008 SK248
- 2008 SV248
- 2008 SF249
- 2008 SG249
- 2008 SH249
- 2008 SP249
- 2008 SV249
- 2008 SX249
- 2008 SB250
- 2008 SD250
- 2008 SN250
- 2008 SR250
- 2008 ST250
- 2008 SV250
- 2008 SA251
- 2008 SB251
- 2008 SL251
- 2008 SS252
- 2008 SH253
- 2008 SA254
- 2008 SD254
- 2008 SG254
- 2008 SJ254
- 2008 SK254
- 2008 SD255
- 2008 SP255
- 2008 SY255
- 2008 SE256
- 2008 SH256
- 2008 SJ256
- 2008 ST257
- 2008 SX257
- 2008 SA259
- 2008 SK259
- 2008 SX259
- 2008 SE260
- 2008 SG260
- 2008 SJ260
- 2008 SL260
- 2008 SN260
- 2008 SW260
- 2008 SC261
- 2008 SO261
- 2008 SS261
- 2008 SW261
- 2008 SZ261
- 2008 SE262
- 2008 SQ262
- 2008 SR262
- 2008 SV262
- 2008 SY262
- 2008 SZ262
- 2008 SA263
- 2008 SB263
- 2008 SD263
- 2008 SG263
- 2008 SQ263
- 2008 SB264
- 2008 SF264
- 2008 SG264
- 2008 SJ264
- 2008 SZ264
- 2008 SU265
- 2008 SX265
- 2008 SY266
- 2008 SR267
- 2008 SG268
- 2008 SN268
- 2008 SQ269
- 2008 SR269
- 2008 SD270
- 2008 SU270
- 2008 SX270
- 2008 SA271
- 2008 SC271
- 2008 SC272
- 2008 SN272
- 2008 SQ272
- 2008 SD275
- 2008 SF275
- 2008 SS275
- 2008 SZ275
- 2008 SA276
- 2008 SL276
- 2008 SP276
- 2008 SU276
- 2008 SC277
- 2008 SE277
- 2008 SL277
- 2008 SR277
- 2008 SJ278
- 2008 SP278
- 2008 SQ278
- 2008 ST278
- 2008 SU278
- 2008 SB280
- 2008 SR280
- 2008 ST280
- 2008 SO281
- 2008 SR281
- 2008 SE282
- 2008 SJ283
- 2008 SS283
- 2008 SW283
- 2008 SZ283
- 2008 SE284
- 2008 SY284
- 2008 SF285
- 2008 SL285
- 2008 SN285
- 2008 SA286
- 2008 SC286
- 2008 SF286
- 2008 SR286
- 2008 SX286
- 2008 SB287
- 2008 SP287
- 2008 SU287
- 2008 SX287
- 2008 SB288
- 2008 SL288
- 2008 SN288
- 2008 SO288
- 2008 SP288
- 2008 SX288
- 2008 SK289
- 2008 SS289
- 2008 SX289
- 2008 SZ289
- 2008 SF290
- 2008 SP290
- 2008 SS290
- 2008 SX290
- 2008 SA291
- 2008 SC291
- 2008 SS291
- 2008 SZ291
- 2008 SK292
- 2008 SR294
- 2008 ST294
- 2008 SH295
- 2008 SN295
- 2008 SO295
- 2008 SW295
- 2008 SG296
- 2008 SM296
- 2008 ST296
- 2008 SG297
- 2008 SL297
- 2008 SU297
- 2008 SC298
- 2008 SD298
- 2008 ST299
- 2008 SA301
- 2008 SN301
- 2008 SV302
- 2008 SW302
- 2008 SM303
- 2008 SR304
- 2008 SU304
- 2008 SW305
- 2008 SQ306
- 2008 SK307
- 2008 SY307
- 2008 SB308
- 2008 SW308
- 2008 SE309
- 2008 SN310
- 2008 SR310
- 2008 SZ310
- 2008 SH311
- 2008 SP311
- 2008 SV311
- 2008 SX311
- 2008 SA312
- 2008 SM312
- 2008 SN312
- 2008 SA313
- 2008 SL313
- 2008 SM313
- 2008 SH315
- 2008 SM315
- 2008 SU315
- 2008 SX315
- 2008 SA316
- 2008 SF316
- 2008 SG316
- 2008 SQ316
- 2008 SV316
- 2008 SA317
- 2008 SJ317
- 2008 SK317
- 2008 SL317
- 2008 SU317
- 2008 SA318
- 2008 SD318
- 2008 SE318
- 2008 SG318
- 2008 SP318
- 2008 ST318
- 2008 SC319
- 2008 SD319
- 2008 SJ319
- 2008 SN319
- 2008 SY319
- 2008 SZ319
- 2008 SA320
- 2008 SD320
- 2008 SF320
- 2008 SJ320
- 2008 SK320
- 2008 SL320
- 2008 SN320
- 2008 SP320
- 2008 SQ320
- 2008 SR320
- 2008 SS320
- 2008 SW320
- 2008 SA321
- 2008 SB321
- 2008 SD321
- 2008 SE321
- 2008 SH321
- 2008 SL321
- 2008 SN321
- 2008 SO321
- 2008 SP321
- 2008 SR321
- 2008 SS321
- 2008 SV321
- 2008 SX321
- 2008 SE322
- 2008 SG322
- 2008 SH322
- 2008 SK322
- 2008 SL322
- 2008 SM322
- 2008 SN322
- 2008 SP322
- 2008 SQ322
- 2008 SS322
- 2008 ST322
- 2008 SU322
- 2008 SV322
- 2008 SW322
- 2008 SX322
- 2008 SY322
- 2008 SZ322
- 2008 SA323
- 2008 SB323
- 2008 SC323
- 2008 SD323
- 2008 SE323
- 2008 SF323
- 2008 SG323
- 2008 SH323
- 2008 SJ323
- 2008 SK323
- 2008 SL323
- 2008 SM323
- 2008 SN323
- 2008 SP323
- 2008 SQ323
- 2008 SS323
- 2008 ST323
- 2008 SU323
- 2008 SW323
- 2008 SY323
- 2008 SO324
- 2008 SD325
- 2008 SK325
- 2008 SR325
- 2008 ST325
- 2008 SU325
- 2008 SW325
- 2008 SE326
- 2008 SG326
- 2008 SU326
- 2008 SW326
- 2008 SB327
- 2008 SH327
- 2008 SJ327
- 2008 SL327
- 2008 SM327
- 2008 SP327
- 2008 ST327
- 2008 SU327
- 2008 SV327
- 2008 SY327
- 2008 SZ327
- 2008 SC328
- 2008 SD328
- 2008 SF328
- 2008 SG328
- 2008 SJ328
- 2008 SL328
- 2008 SM328
- 2008 SN328
- 2008 SQ328
- 2008 SS328
- 2008 ST328
- 2008 SU328
- 2008 SW328
- 2008 SY328
- 2008 SA329
- 2008 SB329
- 2008 SC329
- 2008 SE329
- 2008 SF329
- 2008 SG329
- 2008 SH329
- 2008 SK329
- 2008 SM329
- 2008 SO329
- 2008 SQ329
- 2008 SR329
- 2008 SS329
- 2008 SU329
- 2008 SW329
- 2008 SX329
- 2008 SY329
- 2008 SA330
- 2008 SB330
- 2008 SD330
- 2008 SE330
- 2008 SF330
- 2008 SG330
- 2008 SH330
- 2008 SJ330
- 2008 SK330
- 2008 SL330
- 2008 SM330
- 2008 SN330
- 2008 SP330
- 2008 SQ330
- 2008 SS330
- 2008 ST330
- 2008 SV330
- 2008 SW330
- 2008 SX330
- 2008 SY330
- 2008 SZ330
- 2008 SA331
- 2008 SB331
- 2008 SC331
- 2008 SD331
- 2008 SE331
- 2008 SF331
- 2008 SG331
- 2008 SH331
- 2008 SJ331
- 2008 SK331
- 2008 SL331
- 2008 SN331
- 2008 SO331
- 2008 SP331
- 2008 SQ331
- 2008 SR331
- 2008 SS331
- 2008 SV331
- 2008 SD332
- 2008 SK332
- 2008 SN332
- 2008 SO332
- 2008 SV332
- 2008 SW332
- 2008 SX332
- 2008 SB333
- 2008 SG333
- 2008 SJ333
- 2008 SK333
- 2008 SM333
- 2008 SN333
- 2008 ST333
- 2008 SW333
- 2008 SD334
- 2008 SE334
- 2008 SF334
- 2008 SH334
- 2008 SJ334
- 2008 SK334
- 2008 SL334
- 2008 SM334
- 2008 SO334
- 2008 SP334
- 2008 SQ334
- 2008 SR334
- 2008 SS334
- 2008 ST334
- 2008 SZ334
- 2008 SD335
- 2008 SE335
- 2008 SF335
- 2008 SH335
- 2008 SK335
- 2008 SL335
- 2008 SM335
- 2008 SN335
- 2008 SO335
- 2008 SQ335
- 2008 SR335
- 2008 SS335
- 2008 ST335
- 2008 SU335
- 2008 SW335
- 2008 SX335
- 2008 SY335
- 2008 SZ335
- 2008 SA336
- 2008 SB336
- 2008 SC336
- 2008 SD336
- 2008 SE336
- 2008 SF336
- 2008 SX336
- 2008 SZ336
- 2008 SD337
- 2008 SE337
- 2008 SG337
- 2008 SH337
- 2008 SK337
- 2008 SL337
- 2008 SN337
- 2008 ST337
- 2008 SU337
- 2008 SW337
- 2008 SZ337
- 2008 SA338
- 2008 SB338
- 2008 SC338
- 2008 SD338
- 2008 SE338
- 2008 SF338
- 2008 SG338
- 2008 SJ338
- 2008 SL338
- 2008 SM338
- 2008 SN338
- 2008 SO338
- 2008 SQ338
- 2008 SR338
- 2008 ST338
- 2008 SU338
- 2008 SV338
- 2008 SE339
- 2008 SJ339
- 2008 SK339
- 2008 SL339
- 2008 SM339
- 2008 SN339
- 2008 SO339
- 2008 SP339
- 2008 SQ339
- 2008 SR339
- 2008 SS339
- 2008 ST339
- 2008 SU339
- 2008 SW339
- 2008 SX339
- 2008 SY339
- 2008 SZ339
- 2008 SA340
- 2008 SC340
- 2008 SD340
- 2008 SV340
- 2008 SE341
- 2008 SH341
- 2008 SO341
- 2008 SQ341
- 2008 ST341
- 2008 SV341
- 2008 SX341
- 2008 SC342
- 2008 SH342
- 2008 SJ342
- 2008 SK342
- 2008 SM342
- 2008 SP342
- 2008 SQ342
- 2008 ST342
- 2008 SU342
- 2008 SB343
- 2008 SD343
- 2008 SF343
- 2008 SG343
- 2008 SH343
- 2008 SJ343
- 2008 SL343
- 2008 SM343
- 2008 SN343
- 2008 SO343
- 2008 SP343
- 2008 SQ343
- 2008 SS343
- 2008 SU343
- 2008 SV343
- 2008 SJ344
- 2008 SM344
- 2008 SN344
- 2008 SP344
- 2008 SQ344
- 2008 SS344
- 2008 SU344
- 2008 SV344
- 2008 SW344
- 2008 SX344
- 2008 SY344
- 2008 SZ344
- 2008 SA345
- 2008 SB345
- 2008 SC345
- 2008 SE345
- 2008 SF345
- 2008 SG345
- 2008 SH345
- 2008 SL345
- 2008 SM345
- 2008 SR345
- 2008 ST345
- 2008 SV345
- 2008 SW345
- 2008 SX345
- 2008 SC346
- 2008 SD346
- 2008 SE346
- 2008 SF346
- 2008 SG346
- 2008 SH346
- 2008 SL346
- 2008 SM346
- 2008 SN346
- 2008 SR346
- 2008 SS346
- 2008 ST346
- 2008 SV346
- 2008 SW346
- 2008 SX346
- 2008 SZ346
- 2008 SB347
- 2008 SC347
- 2008 SD347
- 2008 SE347
- 2008 SG347
- 2008 SH347
- 2008 SJ347
- 2008 SK347
- 2008 SR347
- 2008 SS347
- 2008 SU347
- 2008 SW347
- 2008 SX347
- 2008 SZ347
- 2008 SD348
- 2008 SE348
- 2008 SF348
- 2008 SG348
- 2008 SH348
- 2008 SK348
- 2008 SN348
- 2008 SP348
- 2008 ST348
- 2008 SU348
- 2008 SX348
- 2008 SY348
- 2008 SZ348
- 2008 SA349
- 2008 SG349
- 2008 SH349
- 2008 SM349
- 2008 SN349
- 2008 SO349
- 2008 ST349
- 2008 SV349
- 2008 SW349
- 2008 SZ349
- 2008 SB350
- 2008 SC350
- 2008 SF350
- 2008 SH350
- 2008 SK350
- 2008 SN350
- 2008 SO350
- 2008 SQ350
- 2008 SR350
- 2008 SS350
- 2008 ST350
- 2008 SU350
- 2008 SV350
- 2008 SW350
- 2008 SX350
- 2008 SY350
- 2008 SZ350
- 2008 SB351
- 2008 SC351
- 2008 SE351
- 2008 SH351
- 2008 SJ351
- 2008 SK351
- 2008 SN351
- 2008 SO351
- 2008 SQ351
- 2008 SR351
- 2008 SS351
- 2008 ST351
- 2008 SU351
- 2008 SV351
- 2008 SW351
- 2008 SX351
- 2008 SY351
- 2008 SZ351
- 2008 SA352
- 2008 SB352
- 2008 SH352
- 2008 SJ352
- 2008 SM352
- 2008 SN352
- 2008 SP352
- 2008 SQ352
- 2008 SR352
- 2008 SS352
- 2008 ST352
- 2008 SU352
- 2008 SV352
- 2008 SW352
- 2008 SX352
- 2008 SY352
- 2008 SZ352
- 2008 SC353
- 2008 SD353
- 2008 SE353
- 2008 SF353
- 2008 SG353
- 2008 SH353
- 2008 SJ353
- 2008 SK353
- 2008 SL353
- 2008 SM353
- 2008 SN353
- 2008 SO353
- 2008 SQ353
- 2008 SR353
- 2008 SS353
- 2008 ST353
- 2008 SU353
- 2008 SV353
- 2008 SW353
- 2008 SX353
- 2008 SA354
- 2008 SD354
- 2008 SE354
- 2008 SF354
- 2008 SG354
- 2008 SH354
- 2008 SJ354
- 2008 SM354
- 2008 SN354
- 2008 SO354
- 2008 SP354
- 2008 SQ354
- 2008 SR354
- 2008 SS354
- 2008 ST354
- 2008 SU354
- 2008 SV354
- 2008 SW354
- 2008 SZ354
- 2008 SD355
- 2008 SE355
- 2008 SF355
- 2008 SG355
- 2008 SH355
- 2008 SJ355
- 2008 SK355
- 2008 SL355
- 2008 SM355
- 2008 SN355
- 2008 SO355
- 2008 SP355
- 2008 SQ355
- 2008 SR355
- 2008 SS355
- 2008 SU355
- 2008 SV355
- 2008 SW355
- 2008 SX355
- 2008 SY355
- 2008 SZ355
- 2008 SA356
- 2008 SC356
- 2008 SD356
- 2008 SE356
- 2008 SF356
- 2008 SG356
- 2008 SH356
- 2008 SJ356
- 2008 SK356
- 2008 SL356
- 2008 SM356
- 2008 SN356
- 2008 SO356
- 2008 SP356
- 2008 SQ356
- 2008 SS356
- 2008 ST356
- 2008 SU356
- 2008 SV356
- 2008 SW356
- 2008 SX356
- 2008 SY356
- 2008 SZ356
- 2008 SA357
- 2008 SC357
- 2008 SD357
- 2008 SE357
- 2008 SF357
- 2008 SJ357
- 2008 SK357
- 2008 SL357
- 2008 SM357
- 2008 SN357
- 2008 SO357
- 2008 SP357
- 2008 SQ357
- 2008 SR357
- 2008 SS357
- 2008 ST357
- 2008 SW357
- 2008 SY357
- 2008 SZ357
- 2008 SB358
- 2008 SC358
- 2008 SD358
- 2008 SE358
- 2008 SF358
- 2008 SG358
- 2008 SH358
- 2008 SJ358
- 2008 SL358
- 2008 SM358
- 2008 SN358
- 2008 SP358
- 2008 SQ358
- 2008 SS358
- 2008 ST358
- 2008 SU358
- 2008 SV358
- 2008 SX358
- 2008 SY358
- 2008 SZ358
- 2008 SA359
- 2008 SB359
- 2008 SC359
- 2008 SD359
- 2008 SE359
- 2008 SG359
- 2008 SH359
- 2008 SJ359
- 2008 SK359
- 2008 SL359
- 2008 SM359
- 2008 SN359
- 2008 SO359
- 2008 SP359
- 2008 SS359
- 2008 ST359
- 2008 SU359
- 2008 SV359
- 2008 SW359
- 2008 SX359
- 2008 SY359
- 2008 SZ359
- 2008 SA360
- 2008 SB360
- 2008 SC360
- 2008 SD360
- 2008 SE360
- 2008 SG360
- 2008 SM360
- 2008 SN360
- 2008 SO360
- 2008 SP360
- 2008 SR360
- 2008 SS360
- 2008 ST360
- 2008 SU360
- 2008 SV360
- 2008 SW360
- 2008 SX360
- 2008 SY360
- 2008 SZ360
- 2008 SA361
- 2008 SB361
- 2008 SC361
- 2008 SD361
- 2008 SE361
- 2008 SF361
- 2008 SG361
- 2008 SH361
- 2008 SJ361
- 2008 SK361
- 2008 SL361
- 2008 SM361
- 2008 SN361
- 2008 SP361
- 2008 SQ361
- 2008 SR361
- 2008 SS361
- 2008 ST361
- 2008 SW361
- 2008 SX361
- 2008 SY361
- 2008 SZ361
- 2008 SA362
- 2008 SB362
- 2008 SC362
- 2008 SD362
- 2008 SE362
- 2008 SH362
- 2008 SJ362
- 2008 SK362
- 2008 SL362
- 2008 SM362
- 2008 SN362
- 2008 SO362
- 2008 SP362
- 2008 SQ362
- 2008 SR362
- 2008 SS362
- 2008 ST362
- 2008 SV362
- 2008 SW362
- 2008 SX362
- 2008 SY362
- 2008 SZ362
- 2008 SA363
- 2008 SB363
- 2008 SC363
- 2008 SD363
- 2008 SE363
- 2008 SF363
- 2008 SG363
- 2008 SH363
- 2008 SJ363
- 2008 SK363
- 2008 SL363
- 2008 SM363
- 2008 SO363
- 2008 SP363
- 2008 SQ363
- 2008 SR363
- 2008 SS363
- 2008 SU363
- 2008 SV363
- 2008 SX363
- 2008 SY363
- 2008 SZ363
- 2008 SA364
- 2008 SB364
- 2008 SC364
- 2008 SD364
- 2008 SE364
- 2008 SF364
- 2008 SG364
- 2008 SH364
- 2008 SJ364
- 2008 SK364
- 2008 SL364
- 2008 SM364
- 2008 SN364
- 2008 SO364
- 2008 SP364
- 2008 SQ364
- 2008 SR364
- 2008 SS364
- 2008 ST364
- 2008 SU364
- 2008 SV364
- 2008 SW364
- 2008 SX364
- 2008 SY364
- 2008 SZ364
- 2008 SA365
- 2008 SB365
- 2008 SC365
- 2008 SD365
- 2008 SG365
- 2008 SH365
- 2008 SJ365
- 2008 SK365
- 2008 SL365
- 2008 SM365
- 2008 SN365
- 2008 SO365
- 2008 SP365
- 2008 SQ365
- 2008 SR365
- 2008 SS365
- 2008 ST365
- 2008 SU365